# Luís II, Duque de Vendôme
Luís II de Bourbon, duque de Vendôme (em francês:  Louis II de Bourbon, duc de Vendôme; Paris, outubro de 1612 – Aix-en-Provence, 12 de agosto de 1669), foi um nobre francês, pertencente à segunda Casa de Bourbon-Vendôme, ramo ilegítimo da Casa de Bourbon.
Foi duque de Mercoeur, duque de Vendôme, duque de Étampes, duque de Penthièvre e, por fim, Cardeal (1667). 

## Biografia

### Origens famíliares
Luís era o filho mais velho de César de Bourbon, legitimé de France, Duque de Vendôme, e de Francisca de Lorena, Mademoiselle de Mercoeur.
O seu avô paterno era o rei Henrique IV de França e o avô materno o duque de Mercoeur, Filipe Emanuel de Lorena.
Ainda em vida de seus pais começou a usar o título de Duque de Mercoeur, apanágio pertencente à família materna. De acordo com o contrato de casamento, os ducados maternos (Mercoeur e Penthièvre) ficariam sob gestão do noivo, César de Bourbon mas, dado o exílio forçado do pai, Luís II terá assumido a titularidade do ducado materno em 1649. 

### Carreira militar
Luís acompanha o seu irmão mis novo, Francisco de Bourbon, Duque de Beaufort, e o seu tio, o rei Luís XIII durante a viagem que efetuam em 1630 à Saboia. Em seguida, serve como voluntário em 1630-40, sendo ferido gravemente no cerco de Arras (1640). Mantem-se fiel ao partido real durante a Fronda. Comanda um regimento de cavalaria em 1649 contra a Catalunha e comanda o exército francês na Provence em 1652, acabando por ser nomeado Governador dessa província em 1653. Já em 1656, assume o comando do exército da Lombardia. 

### Casamento e descendência
Em 1651 casa com Laura Mancini (1636-1657), sobrinha do cardeal Mazarino, de quem teve três filhos:
- Luís José (Louis Joseph) (1654-1712), Duque de Vendôme, que casa em 1710 com Maria Ana de Bourbon (1678-1718), filha de Henrique Júlio, Príncipe de Condé, sem descendência;
- Filipe (Philippe) (1655-1727), chamado le prieur de Vendôme [4], sem descendência;
- Júlio César (Jules César) (1657-1660).

Após a morte da mulher, em 1657, apaixona-se por Lucrécia de Forbin-Soliés, chamada de « a Bela de Canet », viúva de Henri de Rascas, senhor de Canet. Assim, mandou construir em Aix-en-Provence, o pavilhão de Vendôme, onde se encontrava com a sua amante, desejando mesmo desposá-la mas, sob pressão da corte que não desejava que ele voltasse a casar, acaba por entrar na carreira eclesiástica.

### Cardeal da Igreja Católica

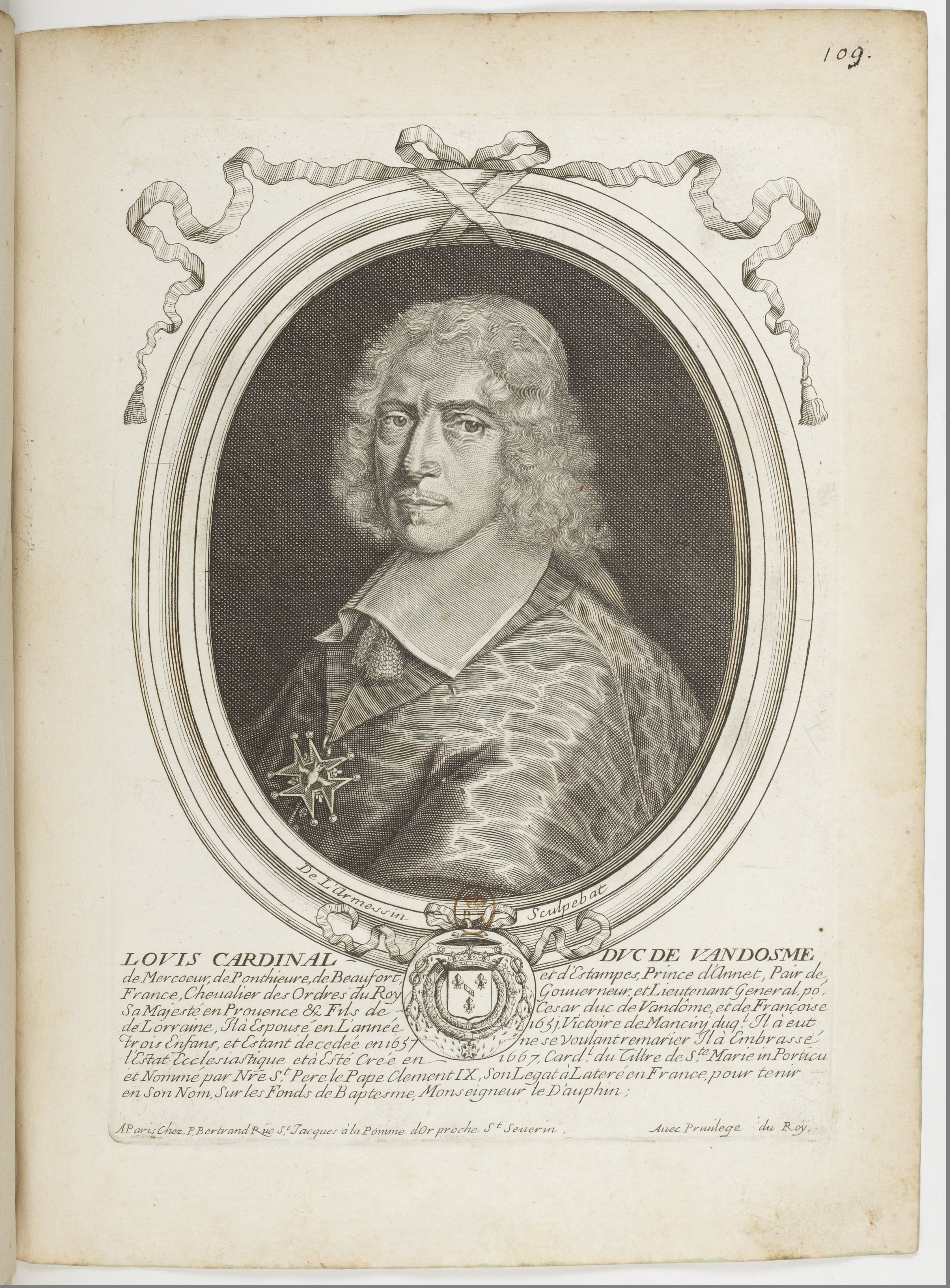
Estampa por Nicolas de Larmessin (1690).

É criado cardeal  no consistório de 7 de março de 1667 pelo Papa Alexandre VII.
Recebe o seu barrete vermelho de cardeal e o diaconato de Santa Maria in Portico a 18 de julho de 1667.
Participa no conclave de 1667 que elege o Papa Clemente IX. O Cardeal de Vendôme, como era conhecido, é nomeado legado a latere de França enquanto co-celebrante no batismo do Delfim de França, o filho de Luís XIV, em 16 de janeiro de 1668.

### Morte
Morre em Aix-en-Provence, a 12 de agosto de 1669 sendo sepultado em Vendôme. A notícia da sua morte só é conhecida em Roma a 22 de agosto de 1669.